# Pete (település)
Pete (románul Petea) falu a romániai Szatmár megyében,  Pusztadaróc község része.

## Fekvése
Románia északnyugati szögletében, a Szatmári-síkságon található régi magyar település.
Szatmártól (Satu Mare) 11 km, Csengersimától 4 km távolságra, a román–magyar határ mellett fekszik.

## Története
Pete régi magyar település, első írásos említése a Váradi regestrumból való, amelyben egy idevalósi Kázmér nevű pristaldus neve szerepelt.
1280-ban a Gutkeled nemzetségbeli Mihály fia Aladár, a Várdai család őse és János fia András egyezséget kötött az ugyane nemzetséghez tartozó Gacsályi Tiba ispánnal, fiával Miklóssal és annak testvérével, hogy utóbbiak Pete birtokot (földet) kiválthatják és meg is tarthatják, amely eddig Géci Simon fia Miklós birtokában volt.
1314-ben a Gutkeled nemzetségbeli Tiba fia: Mihály mester, az Apagyi család őse és fia István, Tiba fia Péter, az Atyai család őse és testvérei: László, János és Tamás megosztoztak öröklött birtokaikon. Ekkor bejárva Atya, Pócsa és Koszmonta földet Pete határát is többször megemlítették.
1409-ben település felébe a Csáky családot, míg másik felébe a Drágfiakat iktatják be.
1431-ben a Károlyi család, 1437-ben a Gacsályi család birtokaként szerepel, de 1470-ben a Csató családnak is van itt birtoka.
Petét 1455-ben már pusztaként említik, s puszta marad a 18. századig. 
Nevét egy 16. századi református egyházlátogatási könyvben említik, Kun Pete néven.
A települést a háborúk, pestisjárvány, s az 1717-i tatárdúlás tizedelte, ez időkben nem sokat fejlődött. 
A 18. században gróf Károlyi Sándor lett birtokosa, aki románokkal telepítette újra. 
A trianoni határmódosítás után a román oldalra került. Ma a Pete-Csengersima-i határállomás része. Lakói főként mezőgazdasággal foglalkoznak.

## Látnivalók
- Magyar–román államhatár (Pete-Csengersima)